# Kladivo na čarodějnice (román)
Kladivo na čarodějnice je historický román Václava Kaplického z roku 1963, podle kterého natočil režisér Otakar Vávra stejnojmenný film.

## Děj
V Šumperku sídlil vzdělaný děkan Kryštof Lautner, který měl za kuchařku mladou dívku Zuzanu Voglickovou. Děkan ji měl velmi rád, jako vlastní dceru, bral ji s sebou i do společnosti, což se pro něj později stalo osudovým. Čarodějnické procesy začaly banální příhodou, kdy se žebračka Marina Schuchová pokusila ukrást svěcenou hostii ze sobotínského kostela pro svou přítelkyni. Ta chtěla podle pověry podáním hostie uzdravit svou krávu, která jí přestala dojit. Za to Schuchové slíbila hrách a mouku na lívance. Žebračka hostii v kostele nespolkla, což zpozoroval ministrant, který informoval faráře Schmidta a žebračka byla uvězněna v losinském zámku.
Farář Schmidt se řadil mezi náboženské fanatiky a ve všem viděl čarodějnictví. Na zámek bylo svoláno panstvo, jež mělo rozhodnout, co se s žebračkou učiní. Schmidt navrhl olomouckého advokáta Bobliga z Edelstadtu, který byl povolán jako inkvizitor v čarodějnických procesech. Ten měl ještě pomocníka, hrbatého Ignáce, který byl všem odporný. Inkvizitor Boblig začal vyslýchat žebračku, která nechtě usvědčila také své přítelkyně „Groerku“ a Davidovou.
Boblig u nich začal nejprve s výslechy, když ale obžalované čarodějnictví neustále popíraly, přišla na řadu tortura (mučení). Bobligovým hlavním záměrem bylo zmocnit se majetku odsouzených, který byl podle tehdejších zákonů konfiskován. Proto dával uvrhnout do žaláře na základě mučením vynucených svědectví další lidi, především bohaté šumperské, losinské a vernířovické měšťany.
Děkan Lautner viděl, jaké zlo Boblig páchá, a jako jediný měl odvahu zajet za olomouckým biskupem, aby mu řekl, jak si počíná Boblig se svým druhem Ignácem. Nevěděl však, že na biskupství jsou na něj domluvení a že ho chtějí také dostat za mříže. U biskupa Lautner nepořídil, a proto odjel zpět do Šumperka. Mezitím se Bobligovi v mukách tortury přiznaly obžalované k tomu, že Lautner je jejich druhem v čarodějnictví. Tyto výpovědi poslal Boblig na biskupství a tam se definitivně rozhodlo o Lautnerově uvěznění. Ještě předtím zavřeli pod stejnou záminkou i Zuzanu Voglickovou. Když to děkan zjistil, onemocněl. Náhle dostal pozvání od svého přítele, mohelnického děkana Winklera, na posvícení. Lautner nabídku přijal a jel do Mohelnice. Jenže vše byla léčka. V Mohelnici byl zatčen a následně uvězněn na  hradě Mírov.
Mezitím byla provedena exekuce, při níž upálili i Zuzanu Voglickou a jiné měšťanky a měšťany. Lautner byl zdrcen ze zrady svého přítele Winklera, kterého znal už od dětství, ale také ze smrti Zuzany. Boblig začal děkana vyslýchat. Přestože měl silnou vůli, při jednom výslechu (asi při pátém mučení) se přiznal, sice poté vše odvolal, ale Boblig z Edelstadtu to ignoroval. Byl mu nakonec sdělen rozsudek – upálení na hranici. Přesto odmítal vyzpovídat se ze svých hříchů a argumentoval tím, že žádné nespáchal. Do konce svého života popíral jakoukoli vinu. Ještě před smrtí byl degradován z duchovního stavu a odevzdán světské spravedlnosti. Smrt mu byla „ulehčena“ tím, že mu na krk přivázali pytlík se střelným prachem.
Císař nakonec Bobliga odvolal, protože ani on sám nevěřil v pravdivost výpovědí osob přiznaných u mučení.